# Francés estándar
El francés estándar, o francés normalizado, es la lengua cuya sintaxis, morfología, ortografía y pronunciación se encuentra en diccionarios, trabajos de gramática y manuales de redacción como Bescherelle y Le Bon Usage  .

## Definición
A falta de una definición generalmente aceptada, la expresión "francés estándar" puede referirse a varias cosas:
- El francés según lo establecido por las instituciones de regularización, en particular la Academia Francesa, pero también la Officina quebequense de la lengua francesa;
- El francés de los medios de información nationales, prensa escrita, televisión o radio , que en Francia es generalmente francés de París.

En Canadá se habla del « Francés de Radio-Canadá » para hablar de francés estándar  . Robert Dubuc, el cual era entonces responsable de la calidad del francés en la Sociedad de Radio-Canada, afirmó en 1990 lo siguiente:."En términos de pronunciación, intentamos respetar el modelo fonético del francés actual, especificado en particular en el Diccionario de pronunciación francesa en su versión actual de Léon Warnant.". Bigot y Papen, profesores de la Universidad Laval y de la Universidad de Quebec en Montreal, indican que este diccionario Warnant se centra en "buen uso" del francés parisino 

## Francés internacional
El francés internacional es una forma de francés estándar que se utiliza principalmente por escrito y excluye regionalismos léxicos y sintácticos, así como términos coloquiales.
El francés internacional se utiliza en diplomacia y organismos internacionales  y se recomienda para publicaciones académicas. Por ejemplo, el término deportivo de "esquina" se utiliza en casi todo el mundo francófono, pero la expresión "saque de esquina", de uso común en Bélgica, se recomienda en francés internacional, como lo indica su uso exclusivo en la versión francesa de las reglas de juego del futbol de la FIFA.
Las personas que no hablan francés pueden realizar un examen internacional de francés (TFI).